# Ducka Wola
Ducka Wola – wieś sołecka w Polsce położona w województwie mazowieckim, w powiecie białobrzeskim, w gminie Stromiec.
| SIMC    | Nazwa         | Rodzaj    |
| ------- | ------------- | --------- |
| 0638719 | Folwarczne    | część wsi |
| 0638725 | Ogrodziarskie | część wsi |

Wieś szlachecka Wola Ducka położona była w drugiej połowie XVI wieku w powiecie wareckim ziemi czerskiej województwa mazowieckiego. W latach 1975–1998 miejscowość administracyjnie należała do województwa radomskiego.
Wierni Kościoła rzymskokatolickiego należą do parafii św. Jana Chrzciciela w Stromcu.